# Шурок-е Хаджі
Шурок-е хаджі (пер.: شورك حاجي) — село в Ірані у провінції Хорасан-Резаві. За переписом 2006 року населення становило 410 чоловік у 95 сім'ях.
Село знаходиться недалеко від дороги Кучан-Беджгіран